# Andrés Muschietti
Andrés Muschietti est un scénariste et réalisateur argentin, né le 26 août 1973 à Buenos Aires. Il est notamment connu pour avoir réalisé trois films d'horreur : Mama (2013), Ça (2017), et sa suite, Ça : Chapitre 2 (2019). Il a également réalisé The Flash (2023) qui a été un échec critique et commercial. 

## Biographie

### Carrière
Andrés Muschietti se fait connaître avec son premier long-métrage, Mama en 2013, qui remporte plusieurs prix dans des festivals, dont celui du meilleur film au Festival international du film fantastique de Gérardmer et au Fantasporto. En juillet 2015, il est engagé en remplacement de Cary Fukunaga pour réaliser l’adaptation en deux parties du roman Ça de Stephen King, qui sortent respectivement en 2017 (Ça) et en 2019 (Ça : Chapitre 2). 
En août 2019, il est engagé pour produire, avec sa sœur Barbara, l'adaptation du roman Chantier de Stephen King. La même année, Muschietti rejoint le projet du film The Flash aux côtés de Christina Hodson, respectivement en tant que réalisateur et scénariste. Le film sort en juin 2023, et dans le mois Variety annonce que James Gunn a choisi Andrés Muschietti pour réaliser un nouveau film Batman tiré de l'univers cinématographique DC : The Brave and The Bold,.
En mars 2022, il est annoncé que Muschietti sera l'un des producteurs de la série HBO Max Welcome to Derry, préquelle aux films Ça et Ça : Chapitre 2 prévue pour 2024, et qu'il en réalisera plusieurs épisodes, notamment le pilote,,,.

### Vie privée
Andrés Muschietti est en étroite collaboration avec sa sœur, la productrice Barbara Muschietti (en), avec qui il travaille sur tous ses projets.
En 2019, il a eu une relation avec l'actrice Amber Heard.

## Filmographie

### Films
- 2013 : Mama (Mamá)
- 2017 : Ça (It)
- 2019 : Ça : Chapitre 2 (It: Chapter Two)
- 2023 : The Flash
- À venir : The Brave & the Bold

### Séries télévisées
- 2025 : Ça : Bienvenue à Derry (It: Welcome to Derry)

### Producteur
- 2025 : The Electric State d'Anthony et Joe Russo

### Court-métrage
- 2008 : Mamá

## Distinctions

### Récompenses
- Festival Biarritz Amérique latine 2000 : meilleur court-métrage pour Historias Breves III: Nostalgia en la mesa 8
- Festival international du nouveau cinéma latino-américain de La Havane 2000 : meilleur court-métrage pour Historias Breves III: Nostalgia en la mesa 8
- Molins Film Festival 2009 : Prix du Jury du meilleur court-métrage, Prix du Public du meilleur court-métrage pour Mama
- Fantasporto 2013 : meilleur film, meilleur réalisateur pour Mama
- Festival international du film fantastique de Gérardmer 2013 : meilleur film, Grand Prix du Jeune Jury, meilleur premier film pour Mama
- Festival international du film de Palm Springs 2013 : meilleur réalisateur à venir pour Mama
- iHorror Awards 2018 : meilleur réalisateur d'horreur pour Ça

### Nominations
- Fangoria Chainsaw Awards 2013 : meilleur film à large diffusion pour Mama
- Rondo Hatton Classic Horror Awards 2013 : meilleur film pour Mama
- Fright Meter Awards 2017 : meilleur réalisateur pour Ça
- Rondo Hatton Classic Horror Awards 2017 : meilleur film pour Ça
- Fright Meter Awards 2019 : meilleur réalisateur pour Ça : Chapitre 2
- Imagen Foundation Awards 2020 : meilleur réalisateur pour Ça : Chapitre 2